# Zákonodárný proces v Česku
Zákonodárný proces v Česku je proces přípravy, tvorby, projednávání a schvalování zákonů ze strany vlády, Parlamentu a prezidenta, který u přijatých zákonů končí jejich vyhlášením ve Sbírce zákonů. Upraven je zejména v Ústavě, určité podrobnosti projednávání stanoví jednací řády obou komor parlamentu, způsob vyhlašování reguluje zákon o Sbírce zákonů a o Sbírce mezinárodních smluv a u vládních návrhů zákonů jejich podávání i legislativní pravidla vlády.

## Návrh zákona
Zákonodárnou iniciativou v České republice podle čl. 41 Ústavy disponuje poslanec, skupina poslanců, Senát, vláda a zastupitelstvo vyššího územního samosprávného celku (hl. m. Prahy nebo kraje). Nejčastěji ale návrhy zákonů podává vláda, pokud jde o návrh zákona o státním rozpočtu nebo o státním závěrečném účtu, může tak dokonce učinit jen ona.

### Vládní návrh zákona
Na úrovni vlády tvoří právní předpisy ministerstva a jiné ústřední orgány státní správy (předkladatelé). Při přípravě právních předpisů musí jejich předkladatelé postupovat v souladu s legislativními pravidly vlády, která upravují požadavky na obsah a formu připravované legislativy. V rámci připomínkového řízení jsou legislativní materiály zasílány k vyjádření připomínkovým místům, jejichž výčet je uveden v legislativních pravidlech vlády. Připravovaná legislativa je rovněž zveřejněna na webu vlády. Lhůta pro vyjádření je podle typu materiálu 15 až 20 pracovních dní. Předkladatel projedná připomínky s připomínkovými místy a na jejich základě materiál upraví. Pokud z nějakého důvodu nevyhoví zásadním připomínkám, tyto se stávají předmětem rozporu a mají poté vliv na projednávání materiálu ve vládě.
Legislativní rada vlády je poradní orgán vlády a její pracovní komise, která se k materiálu vyjadřuje do 60 dnů ode dne, kdy jí byl po skončení připomínkového řízení předložen. Poté je materiál předán k projednání a rozhodnutí vládě, přičemž stanovisko legislativní rady vlády je pro ni významné, ačkoli samozřejmě ne závazné. Po schválení návrhu se tento postupuje dále do Poslanecké sněmovny.

## Poslanecká sněmovna
Ať už je návrh zákona podán vládou nebo kýmkoliv jiným, jeho projednávání je vždy stejné. V Poslanecké sněmovně o něm probíhá tzv. trojí čtení, určité výjimky mohou nastat jen při vyhlášení tzv. legislativní nouze či za stavu ohrožení státu nebo válečného stavu. Návrh musí být vždy písemný, obsahující přesně takové znění zákona, které má být přijato, a má obsahovat důvodovou zprávu.
Předseda Poslanecké sněmovny postupuje text zákona všem poslancům a poslaneckým klubům a především organizačnímu výboru, který navrhne výbory, jež mají návrh projednat a určí z poslanců zpravodaje návrhu. Jestliže návrh nepodává vláda, zasílá se i jí a má právo se k němu do 30 dnů vyjádřit.

### První čtení
V prvním čtení na plénu schůze sněmovny návrh představí a odůvodní zástupce navrhovatele, poté vystoupí určený zpravodaj návrhu a pak následuje obecná rozprava, ve které se může vyjádřit každý poslanec, zda je navrhovaný zákon potřebný, případně i navrhnout jeho zamítnutí. Navrhovatel také může žádat, aby s návrhem zákona Poslanecká sněmovna vyslovila souhlas už právě v prvém čtení. Jestliže tomu tak není nebo pokud návrh zákona není v prvém čtení zamítnut, osnovu zákona projednají určené výbory.

### Druhé čtení
Výbory po projednání návrhu předloží celé sněmovně usnesení, ve kterém navrhnou schválení zákona, jeho zamítnutí či jeho změny. Na plénu pak znovu vystoupí navrhovatel a po něm zpravodajové výborů, po nichž opět následuje obecná rozprava nad celým návrhem. Po obecné rozpravě může být návrh vrácen výborům k novému projednání, jinak následuje rozprava podrobná, ve které lze předkládat pozměňovací návrhy. Až do skončení druhého čtení může navrhovatel vzít svůj návrh zákona zpět, později již jen se souhlasem celé sněmovny.

### Třetí čtení
Ve třetím čtení lze navrhovat pouze opravy legislativně technických chyb, gramatických chyb, chyb písemných nebo tiskových, úpravy, které logicky vyplývají z přednesených pozměňovacích návrhů, popřípadě podat návrh na opakování druhého čtení. Jinak je třetí čtení určeno už jen k hlasování. Nejdříve se hlasuje o případných návrzích na zamítnutí návrhu, poté o pozměňovacích návrzích a nakonec o návrhu jako takovém. K přijetí usnesení o schválení návrhu zákona je třeba nadpoloviční většiny přítomných poslanců, u ústavního zákona však třípětinové většiny všech.
Pokud je osnova zákona schválena předepsanou většinou, je postoupena dále do Senátu. V případě státního rozpočtu nebo státního závěrečného účtu však hned prezidentu republiky.

## Senát
Také v Senátu jeho předseda postoupený návrh zákona předloží všem senátorům a senátorským klubům, stejně jako organizačnímu výboru, který jej přikáže nějakému výboru, případně více výborům, z nichž jeden je pak výborem garančním. Ve výboru se koná jak obecná, tak podrobná rozprava a na závěr daný výbor přijme doporučující usnesení. 
Senát jako celek pak nejdříve rozhoduje o případném návrhu se osnovou zákona nezabývat, jestliže je tento návrh schválen, projednávání v Senátu končí a přijatý zákon je postoupen prezidentu republiky. Jinak následuje obecná rozprava, po které lze hlasovat o schválení zákona ve znění postoupeném Poslaneckou sněmovnou nebo o jeho zamítnutí. Nedojde-li k žádné této variantě, je zahájena rozprava podrobná, kde lze podávat pozměňovací návrhy a o nichž se poté hlasuje přednostně. Je-li nějaký takový návrh schválen, hlasuje se ještě o vrácení zákona Poslanecké sněmovně s těmito návrhy změn, není-li žádný pozměňovací návrh schválen, je možné hlasovat o zamítnutí nebo o úplném schválení návrhu zákona, pokud již o tomto nebylo hlasováno po ukončení obecné rozpravy. Neprojde-li žádný návrh, platí, že po uplynutí 30 dnů od postoupení návrhu Senátu je zákon přijat. Pokud je návrh ve znění postoupeném Poslaneckou sněmovnou schválen, je zákon také přijat a postoupen prezidentu republiky. 
K přijetí jakéhokoliv návrhu je také třeba nadpoloviční většina přítomných senátorů, ale u ústavních zákonů třípětinová většina přítomných.

### Vrácení Poslanecké sněmovně
Senát může návrh zákona vrátit Poslanecké sněmovně s pozměňovacími návrhy nebo tak, že daný návrh zamítne. V případě přímého vrácení Poslanecká sněmovna hlasuje nejdříve o znění, které jí Senát vrací, pokud ho schválí, přijatý zákon je postoupen prezidentu republiky v novém znění. V opačném případě hlasuje opětovně o svém už jednou schváleném znění. O tomto znění pak hlasuje rovnou, jestliže Senát návrh zamítl. 
Vždy je však pouze hlasováno bez možnosti na návrhu zákona něco změnit a k přehlasování Senátu je potřeba už nadpoloviční většina všech poslanců. To ovšem neplatí v případě ústavních zákonů, volebního zákona, stykového zákona a zákona o jednacím řádu Senátu, kde Senát přehlasován být nemůže.

### Zákonné opatření
Jestliže je Poslanecká sněmovna rozpuštěna, může Senát v případech, kdy je k nějaké úpravě bezodkladně potřeba zákonné úpravy, přijímat tzv. zákonná opatření. Jejich přijetí navrhuje vláda, nesmí však jít o Ústavu, volební zákon, státní rozpočet, státní závěrečný účet či mezinárodní smlouvu podle čl. 10a Ústavy. Podepisuje je pak předseda Senátu, prezident a předseda vlády. Přijaté zákonné opatření má stejnou právní sílu jako zákon. Musí však být schváleno na prvním zasedání nově zvolené Poslanecké sněmovny, jinak pozbývají platnosti.

## Prezident republiky
Přijaté zákony postupuje prezidentu předseda Poslanecké sněmovny. Prezident má pak buď zákon podepsat, nebo jej může vetovat, tedy s odůvodněním vrátit do 15 dnů Poslanecké sněmovně. V české ústavní praxi se nicméně prosadila i další možnost, ačkoli o ní Ústava nehovoří, kdy prezident zákon ani nepodepíše, ani jej nevrátí a zákon je tak poté vyhlášen bez jeho podpisu.

### Vrácení Poslanecké sněmovně
Pokud je přijatý zákon prezidentem vrácen zpět do Poslanecké sněmovny, ta o něm opět bez možnosti změn hlasuje a pokud na něm nadpoloviční většinou všech poslanců setrvá, zákon se vyhlásí. Jinak platí, že zákon nebyl přijat.

## Vyhlášení zákona
Definitivně přijatý zákon má podepisovat předseda Poslanecké sněmovny, prezident republiky a předseda vlády.
Vyhlášení neboli promulgace se v případě zákonů, ústavních zákonů i zákonných opatření Senátu činí prostřednictvím Sbírky zákonů, kterou vydává, tiskne, distribuuje i dálkově zpřístupňuje Ministerstvo vnitra. Dnem vyhlášení je pak den rozeslání příslušné tištěné části Sbírky, což má být provedeno nejpozději do 30 dnů od doručení přijatého zákona ministerstvu. Tímto dnem se také přijatý zákon stává platným, součástí právního řádu. Neobsahuje-li pak ustanovení o nabytí své účinnosti, nabyde jí po 15 dnech ode dne vyhlášení. Účinnosti nemusí nabývat zákon jako celek ve stejný den, různé části zákona mohou nabývat účinnosti v různé dny. 
Podle Sbírky zákonů jsou také zákony číslovány, např. „zákon č. 40/2009 Sb., trestní zákoník“ vyšel jako 40. právní předpis v ročníku 2009.

## Zkrácené jednání
Po dobu stavu ohrožení státu nebo válečného stavu může vláda požadovat, aby Parlament projednal vládní návrh zákona ve zkráceném jednání. O takovém návrhu se Poslanecká sněmovna usnese do 72 hodin od jeho podání a Senát do 24 hodin od jeho postoupení Poslaneckou sněmovnou. Jestliže se Senát v této lhůtě nevyjádří, platí, že je návrh zákona přijat. Po dobu stavu ohrožení státu nebo válečného stavu prezident republiky nemá právo vracet zákon přijatý ve zkráceném jednání. Ve zkráceném jednání nemůže vláda předložit návrh ústavního zákona.